# Emma Godoy
Emma Godoy Lobato (Guanajuato, 25 de marzo de 1918-Ciudad de México, 30 de julio de 1989) fue una escritora, filósofa, psicóloga, pedagoga y locutora mexicana que se distinguió por promover la defensa de la dignificación de la vejez.

## Estudios y docencia
Estudió en el Instituto de Cultura Femenina y obtuvo la licenciatura como profesora de educación media especializada en lengua y literatura en la Escuela Normal Superior de la Ciudad de México. Obtuvo el título de maestra en Lengua y Literaturas Españolas. Posteriormente, ingresó en la Facultad de Filosofía y Letras de la Universidad Nacional Autónoma de México, donde obtuvo el doctorado en Filosofía, además de estudiar las licenciaturas de psicología y pedagogía. Viajó a París para realizar cursos adicionales de Filosofía en La Sorbona y de Historia en la École du Louvre.[cita requerida]
Se dedicó a la docencia a partir de 1947, y dio cátedra en la Escuela Nacional de Maestros, en la Escuela Normal Superior, en la Universidad del Claustro de Sor Juana y en otras instituciones. Fue asesora de la Sociedad Mexicana de Filosofía, de la Facultad de Filosofía de la Universidad Autónoma de Guadalajara, presidenta honoraria del Ateneo Filosófico de la Universidad Panamericana y miembro de la Academia Internacional de Filosofía del Arte de Suiza.

## Escritora
Colaboró para las revistas Ábside, El Libro y el Pueblo, Cuadernos de Bellas Artes y algunas otras. Escribió biografías, cuentos, novelas, poesía, crítica de arte y ensayos filosóficos. Resalta en su obra la religiosidad, el erotismo, la soledad y la angustia.

## Actividades a favor de la senectud
En 1973 fundó y presidió la Asociación Dignificación de la Vejez (DIVE). Realizó una labor a favor de la senectud, inculcando una conciencia al respecto a la sociedad a través de la radio, en la EXA. En respuesta, el gobierno mexicano adoptó una política de orden social y creó en 1979 el Instituto Nacional de la Senectud (Insen), el cual cambió su nombre más tarde a Instituto Nacional de las Personas Adultas Mayores (Inapam).

## Fallecimiento
Emma Godoy murió en la Ciudad de México el 30 de julio de 1989, y en noviembre de 2006 sus restos mortales se trasladaron a la Rotonda de las Personas Ilustres.

## Premios y distinciones
- Ibero-American Novel Award en 1962, otorgado por The William Faulkner Foundation de la Universidad de Virginia en reconocimiento a su novela Érase un hombre pentafásico.
- Premio Internacional Sophia en 1979, otorgado por el Ateneo Mexicano de Filosofía.
- Premio Ocho Columnas por la Universidad Autónoma de Guadalajara.

## Obras
- Pausas y arena de 1948. Editorial Jus.
- Caín el Hombre de 1950. Editorial Jus.
- Érase un hombre pentafásico de 1961. Editorial Jus.
- El artista y su creación de 1967.
- Doctrinas hindúes de 1967. Editorial Jus.
- Sombras de magia. Poesía y plástica de 1968.
- Biografía y antología de Gabriela Mistral de 1968. Secretaría de Educación Pública.
- Sombras de magia de 1968. Fondo de Cultura Económica.
- Mahatma Gandhi. La victoria de la no-violencia de 1969. Secretaría de Educación Pública.
- Que mis palabras te acompañen de 1972.
- La mujer en su año y en sus siglos de 1975.
- Vive tu vida y sé un genio de 1974. Editorial Jus.
- La mujer en su año y en sus siglos de 1975. Editorial Jus.
- Que mis palabras te acompañen de 1976. Editorial Jus.
- Antes del alba y al aterdecer de 1977. Editorial Jus.
- La mera verdad o ¿puros cuentos? de 1985.
- Apocalipsis de 1986.
- El secreto para amar de 1989.